# Ods og Skippinge Provsti
Ods og Skippinge Provsti var et provsti i Roskilde Stift.  Provstiet lå indtil 2007 i Dragsholm Kommune, Nykøbing-Rørvig Kommune og Trundholm Kommune. Provstiet ligger nu i Odsherred Kommune.
Provstiet ændrede navn til Odsherred Provsti den 1. september 2019.
Ods og Skippinge Provsti består af 13 sogne med 15 kirker, fordelt på 11 pastorater.

## Pastorater
| Pastorater i Ods og Skippinge Provsti | Pastorater i Ods og Skippinge Provsti | Pastorater i Ods og Skippinge Provsti |
| ------------------------------------- | ------------------------------------- | ------------------------------------- |
| Asnæs Pastorat                        | Egebjerg Pastorat                     | Fårevejle Pastorat                    |
| Grevinge Pastorat                     | Højby Pastorat                        | Lumsås Pastorat                       |
| Nykøbing Sj Pastorat                  | Odden Pastorat                        | Rørvig Pastorat                       |
| Vallekilde-Hørve Pastorat             | Vig-Nørre Asmindrup Pastorat          |                                       |

## Sogne
| Sogne i Ods og Skippinge Provsti | Sogne i Ods og Skippinge Provsti | Sogne i Ods og Skippinge Provsti |
| -------------------------------- | -------------------------------- | -------------------------------- |
| Asnæs Sogn                       | Egebjerg Sogn                    | Fårevejle Sogn                   |
| Grevinge Sogn                    | Højby Sogn                       | Hørve Sogn                       |
| Lumsås Sogn                      | Nykøbing Sj Sogn                 | Nørre Asmindrup Sogn             |
| Odden Sogn                       | Rørvig Sogn                      | Vallekilde Sogn                  |
| Vig Sogn                         |                                  |                                  |